# X2Go
X2Go es un software de código abierto para escritorios remotos en Linux que utiliza el protocolo NX Technology. X2Go da acceso remoto a la interfaz gráfica de usuario o escritorio remoto. También pueda ser usado para acceder al escritorio remoto de Windows. Proporciona sesiones remotas seguras vía ssh. El paquete de servidor tiene que ser instalado en un anfitrión de Linux; Algunos escritorios Linux pueden requerir de métodos alternativos para asegurar la compatibilidad. Los paquetes clientes pueden ser ejecutados en Linux, OS X, o Windows.
El proyecto X2Go ha sido empaquetado para Fedora con la versión F20 (2013).

## Más lectura
- Schuermann, Tim (4 de mayo de 2009). "Uno para Todo: Servidor Terminal X2va 3.0". Schuermann, Tim (4 de mayo de 2009). «One for All: Terminal Server X2go 3.0». Linux Magazine. Consultado el 14 de junio de 2014.
- fravashyo (25 de febrero de 2013). ": le digne successeur de freenx" [x2va: sustitución digna para freenx]. (En francés). recuperado 14,
- Gabriel, Mike (17 de agosto de 2013).  http://meetings-archive.debian.net/pub/debian-meetings/2013/debconf13/high/960_X2Go_Terminal_Server_Suite_and_Debian.ogv. Falta el |título= (ayuda) (OGV). Vaumarcus, Suiza. recuperado 14,
- Atraca Turner (3 de julio de 2015). "Rob Turner (3 de julio de 2015). «Installing and Configuring X2Go Server and Client on Debian 8». Consultado el 25 de julio de 2016. 8". recuperado 25,

- Datos: Q18216045